# Cassinijev oval
Cassinijev oval je ravninska krivulja za katero velja, da je geometrijsko mesto točk v ravnini tako, da je zmnožek razdalj od dveh stalnih točk konstanten. Podobno je definirana elipsa, kjer pa je vsota razdalj od dveh stalnih točk konstantna. Te krivulje so posebni primeri polinomskih lemniskat, kjer imajo mnogočleniki stopnjo 2.
Cassinijev oval ima ime po italijansko-francoskem matematiku, astronomu in inženirju Giovanniju Domenicu Cassiniju (1625 – 1712).

## Definicija
Naj bosta {\displaystyle q_{1}\,} in {\displaystyle q_{2}\,} stalni fiksni točki in {\displaystyle b\,} naj bo konstanta. Cassinijev oval z gorišči {\displaystyle q_{1}\,} in {\displaystyle q_{2}\,} je definiran kot geometrijsko mesto točk {\displaystyle p\,} tako, da je zmnožek razdalj od {\displaystyle p\,} do {\displaystyle q_{1}\,} in razdalj od {\displaystyle p\,} do {\displaystyle q_{2}\,} enak {\displaystyle b^{2}\,}.

## Cassinijev oval v kartezičnih koordinatah
V kartezičnem koordinatnem sistemu je enačba Cassinijevega ovala enaka:
{\displaystyle ((x-a)^{2}+y^{2})((x+a)^{2}+y^{2})=b^{4}\!\,.}
To se lahko zapiše tudi kot:
{\displaystyle (x^{2}+y^{2})^{2}-2a^{2}(x^{2}-y^{2})+a^{4}=b^{4}\!\,.}

## Cassinijev oval v polarnih koordinatah
V polarnem koordinatnem sistemu je enačba za Cassinijev oval:
{\displaystyle r^{4}-2a^{2}r^{2}\cos 2\theta =b^{4}-a^{4}\!\,.}

## Oblika krivulje
Oblika krivulje je odvisna od {\displaystyle e=b/a\,}.
- kadar je {\displaystyle e>1\,}, se dobi krivuljo s samo eno zanko, ki povezuje obe gorišči.
- kadar je {\displaystyle e<1\,}, krivuljo sestavljata dva nepovezana dela, od katerih imata oba svoje gorišče.
- kadar je {\displaystyle e=1\,}, se dobi Bernoullijevo lemniskato z dvojno točko (krunodo) v izhodišču.